# Grand Canal Shoppes
Le Grand Canal Shoppes est un centre commercial adjacent à l'hôtel The Venetian dans la ville de Las Vegas, au Nevada.

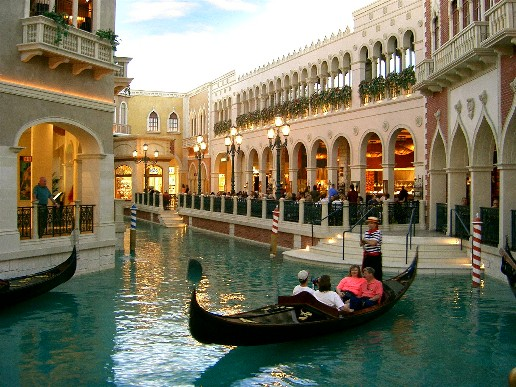
Le Grand Canal Shoppes.

Le centre reprend le thème de Venise et en particulier de son « grand canal », avec le fleuve, des répliques de ponts vénitien, une petite reproduction de la place Saint-Marc et des boutiques décorées dans le style des palais vénitiens. Le Grand Canal Shoppes dispose aussi de 8 restaurants et lounges ainsi que de 18 bars et cafés. Il accueille également le Madame Tussauds Museum.

## Histoire
Le Grand Canal Shoppes fut inauguré en 1999. Une extension est réalisée en 2007 avec la construction du The Palazzo.

## Magasins
Le centre commercial dispose de 71 boutiques de toutes les sortes comme : vêtements de femmes, vêtements d'hommes, boutiques de jouets pour les enfants, boutiques spécialisées, divertissements et attractions, art, chaussures, bijouteries et souvenirs.
- Marshall Rousso.
- Wolford.
- Burberry.
- Sephora.
- Häagen-Dazs.
- Krispy Kreme.